# Tetrachaete elionuroides
Tetrachaete elionuroides är en gräsart som beskrevs av Emilio Chiovenda. Tetrachaete elionuroides ingår i släktet Tetrachaete och familjen gräs. Inga underarter finns listade i Catalogue of Life.